# Ernst Bárány

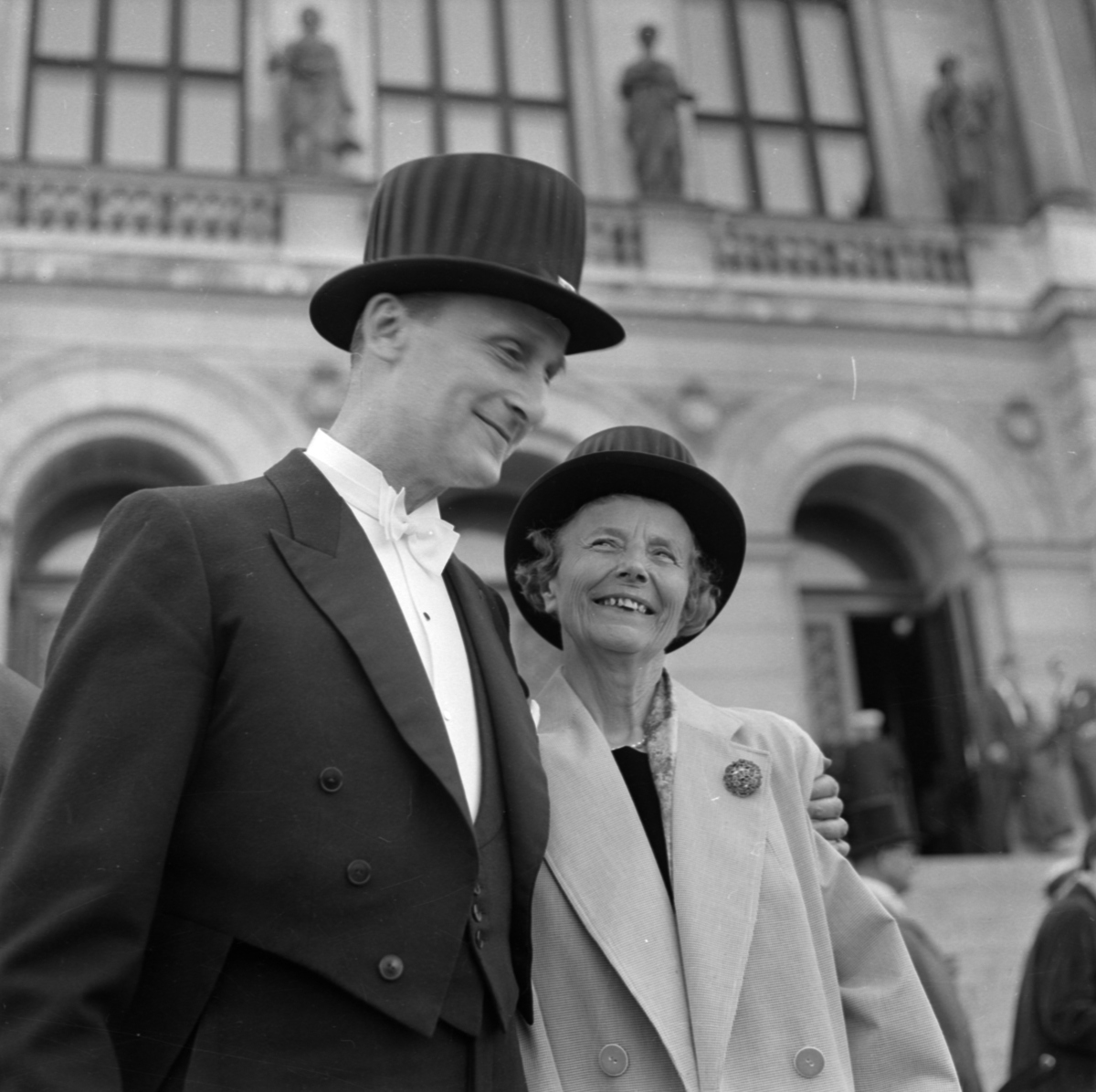
Professor Ernst Bárány med hedersdoktor Elise Ottesen-Jensen i maj 1958.

Ernst Herbert Bárány, född 8 augusti 1910 i Wien i Österrike, död 16 juni 1991 i Uppsala, var en svensk läkare och farmakolog. Han var son till nobelpristagaren Robert Bárány.
Efter studentexamen 1927 studerade Bárány matematik och fysik vid Uppsala universitet i ett år, och flyttade sedan över till Kungliga Tekniska högskolan där han studerade elektroteknik i två år. På inrådan av sin far, som ansåg att en naturvetenskaplig grundutbildning kunde vara en god tillgång i medicinsk forskning, påbörjade han därefter studier i medicin i Uppsala. Bárány disputerade 1938 i fysiologi vid Uppsala universitet på en doktorsavhandling om ljudets fortplantning i ben. Han forskade därefter en tid i farmakologi hos Göran Liljestrand vid Karolinska Institutet, och slutförde 1940 den kliniska delen av läkarutbildningen samt blev docent. Han specialiserade sig sedan på oftalmologi och fortsatte med fysiologisk forskning. Han var 1949–1977 professor i farmakologi i Uppsala, och var framför allt verksam inom gränsområdet mellan farmakologi och oftalmologi.
Bárány blev 1961 ledamot av Vetenskaps-Societeten i Uppsala och 1968 av Vetenskapsakademien. Han tilldeleades Björkénska priset 1969.
Ernst Bárány var gift med Margit Boman-Bárány och far till Anders Bárány.